# 阿盧恩光唇魚
阿盧恩光唇魚，又稱阿盧恩石𩼧（学名：Acrossocheilus aluoiensis）为輻鰭魚綱鯉形目鲤科光唇魚屬的其中一種。分布於亞洲越南孔河流域，體長可達20公分，棲息在河川底中層水域，生活習性不明。

## 扩展阅读
維基物種上的相關：阿盧恩光唇魚